# Piscicola salmositica
Piscicola salmositica är en ringmaskart som beskrevs av Meyer 1946. Piscicola salmositica ingår i släktet Piscicola och familjen fiskiglar. Inga underarter finns listade i Catalogue of Life.